# CA Vilar de Mouros
O CA Vilar de Mouros (Crédito Agrícola Vilar de Mouros) é um Festival de Música, que se realiza no Verão em Vilar de Mouros, Caminha, Portugal, e cujas origens remontam à década de 1960. 
Desde 2016 é organizado pela Promotora de Eventos Surprise & Expectation e teve como patrocinador oficial a EDP, depois de ter passado por vários períodos conturbados em que chegou mesmo a não se realizar.

## História

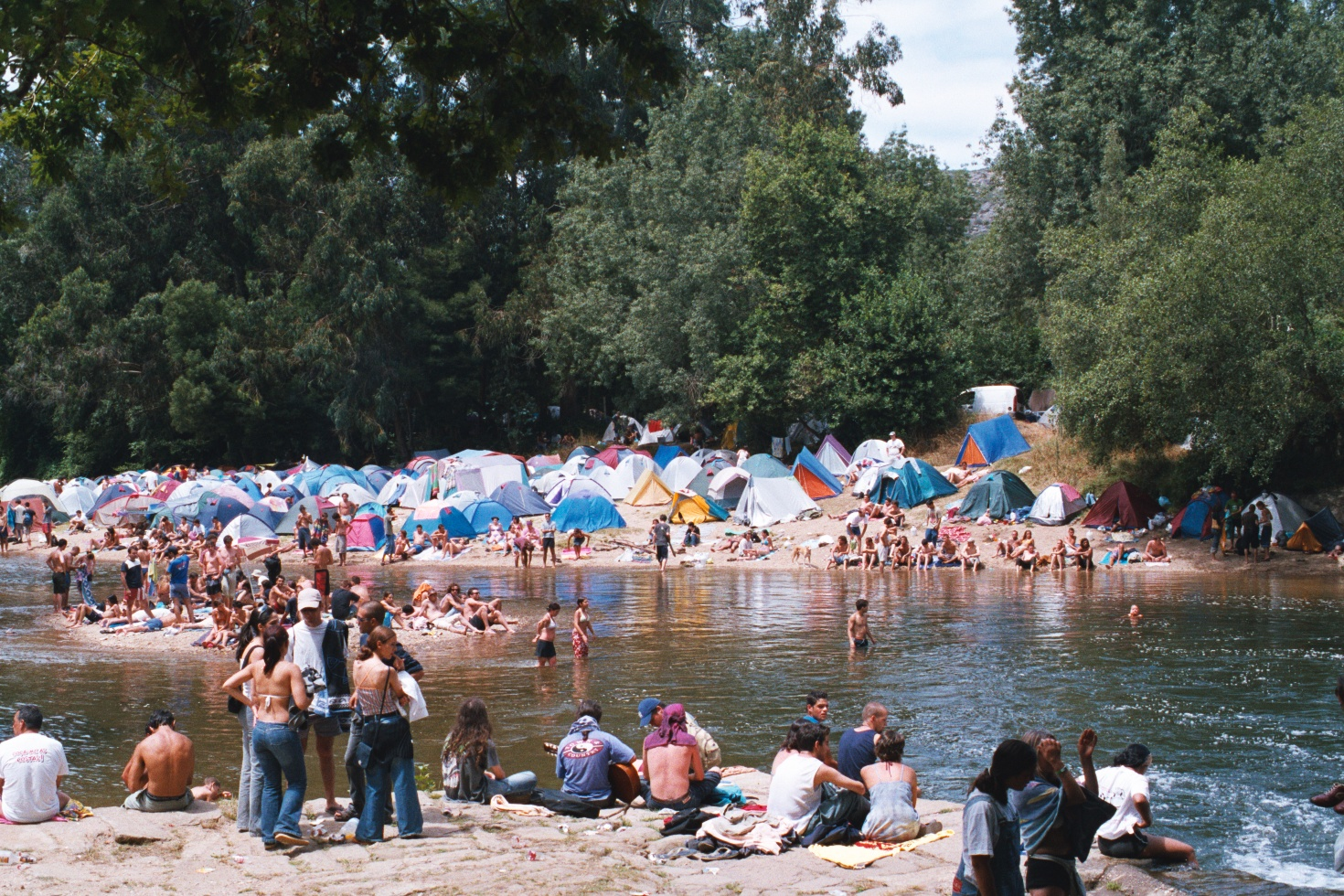
Rio Coura durante o festival em 2003

O Festival de Vilar de Mouros realizou-se pela primeira vez em 1965, com características idênticas a outros eventos minhotos de folclore, tendo ganho alguma projecção nacional na quarta edição, em 1968, com o alargamento do âmbito à música erudita e ao fado.  Nesse ano, o fundador do festival, o médico António Barge, teve a "arte" de conseguir juntar num mesmo evento o regime, através da Banda da Guarda Nacional Republicana, e a oposição, com músicos de intervenção como Zeca Afonso e Adriano Correia de Oliveira.
O festival de 1968 não passou despercebido à PIDE que recebeu relatórios sobre as canções proibidas cantadas em coro por Zeca Afonso e pelo público, mas teve pouco impacto no país.
Insatisfeitos, António Barge e a família decidiram fazer uma paragem para prepararem a realização de um grande festival em 1971, ano do nono centenário da entrega de Vilar de Mouros à antiga Diocese de Tui. O festival de 1971 foi considerado o "Woodstock" português, numa alusão ao mítico evento realizado em 1969 nos Estados Unidos, levou a Vilar de Mouros Elton John, Manfred Mann, os principais grupos pop portugueses, Amália Rodrigues, Duo Ouro Negro e novamente a Banda da GNR. Como prova do estrondoso sucesso desta edição foi-lhe atribuído o ano de nascimento do Festival Vilar de Mouros, ainda hoje recordado e transmitido de gerações em gerações. Apenas em 1982 se realizou o segundo desta dimensão.
Em 2018, após um acordo de patrocínio com a EDP, passou a designar-se de EDP Vilar de Mouros.

## Festivais

### 1971
A 7 e 8 de Agosto de 1971, por altura das comemorações do IX centenário da doação de Vilar de Mouros à antiga Diocese de Tui, foi realizado um festival de música com um formato até então impensável para a época, existindo porém plena liberdade de expressão entre todos aqueles que participaram no Festival de Vilar de Mouros de 1971, o que leva a ser considerado pela crítica nacional e internacional como o Woodstock português[carece de fontes?].
Entre as 30 000 pessoas que assistiram ao festival encontravam-se muitos hippies oriundos de vários pontos da Europa.
Na sua edição original, o Festival de Vilar de Mouros foi organizado por António Augusto Barge e apresentou um alinhamento musical variado, cobrindo as áreas de música tradicional, fado, pop e rock. Entre os artistas que actuaram destacam-se algumas que estão na origem do rock português:
| 7 de Agosto | 8 de Agosto |
| --- | --- |
| - Manfred Mann - Objectivo - Pentágono (iam actuar com Paulo de Carvalho mas este desistiu) - Quarteto 1111 - Bridge - Psico - Pop Five Music Incorporated - Celos - Sindicato | - Elton John - Pop Five Music Incorporated - Psico - Sindicato - Mini-Pop - Celos - Objectivo - Pentágono - Bridge - Quarteto 1111 Quarteto 1111 foi a primeira banda a actuar e Elton John fechou a noite. As restantes bandas podem não estar listadas pela ordem de actuação. |

Assistiram ao festival mais de 30 000 pessoas, tendo sido montado um grande acampamento que acolheu jovens, hippies, e excêntricos portugueses e estrangeiros que naquele longínquo ano de 1971, estiveram em Vilar de Mouros, por entre um clima de liberdade, diversão, e actos livres e sinceros de contra-cultura, na esperança de expressar uma nova vida e ideia, o que contraria o que dizem daquela época[carece de fontes?], por entre um cigarro de erva ou uma viagem de LSD, souberam deixar a sua marca (através de imagens, testemunhos, e filmes) na história da cultura e música portuguesa, que a juventude da época não estava desligada ou limitada da informação e acontecimentos que mudaram o mundo, e essa prova está no grande e genuíno festival desse maravilhoso ano de 1971[carece de fontes?].
Quem assistiu ao primeiro grande Festival de Vilar de Mouros, conta com saudade e emoção, o espírito vivido naquele ano, onde jovens conviveram uns com os outros em pleno clima de paz, amor, e liberdade, e a ouvir os primeiros grupos de rock portugueses, os verdadeiros "pais" do rock português[carece de fontes?].

### 1982
Em 1982, realiza-se a 2.ª edição do festival, mantendo e expandindo a vocação de apresentar uma grande diversidade de estilos, com participações nacionais e internacionais nas áreas do jazz, rock, blues, fado, folclore e música clássica. Dos participantes nesta edição destacam-se:
- Renaissance
- U2
- The Stranglers
- Durutti Column
- Rip Rig + Panic
- Sun Ra Arkestra
- A Certain Ratio
- Old & New Dreams com Don Cherry, Charlie Haden, Dewie Redman, Ed Blackwell
- Echo & the Bunnymen
- Tom Robinson Band
- Johnny Copeland (deu um concerto à noite e outro na tarde do dia seguinte)
- The Raincoats
- Young Marble Giants
- Saheb Sarbib com Paul Motian, Joe Ford, Booker T.
- Mikis Theodorakis
- Travadinha
- Jáfumega
- Roxigénio
- GNR
- Neon + Anar Band
- Heróis do Mar - Figuravam no cartaz, mas não chegaram a actuar.
- António Vitorino de Almeida
- Carlos Paredes

### 1996
Entre 9 de Agosto e 11 de Agosto de 1996 realizou-se a 3.ª edição do Festival de Vilar de Mouros, destacando-se desta vez a participação de:
- Primitive Reason
- Tindersticks - Os Tindersticks não puderam comparecer e foram substituídos em cima da hora pelo James Taylor Quartet
- The Stone Roses
- Young Gods
- Kussundolola
- Xutos & Pontapés
- Madredeus
- Danças Ocultas
- Freakpower
- Tara Perdida
- RAMP
- Pato Banton
- Da Weasel
- Cool Hipnoise
- Líderes da Nova Mensagem
- Reporter Estrábico
- Pinhead Society
- Heredeiros da Crus

### 1999
A 4.ª edição do festival teve lugar entre 17 de Agosto e 22 de Agosto de 1999, com um recinto aumentado e um maior número de palcos, por lá passaram:
- Pretenders
- Silence 4
- Eagle Eye Cherry
- Pop Dell'Arte
- Orquestra de Jazz de Matosinhos
- katatonia
- Tindersticks
- The Hellacopters

### 2000
Em 2000 a 5.ª edição do Festival de Vilar de Mouros, teve a participação de nomes como:
- Alanis Morissette
- Sonic Youth
- Plastica
- Skunk Anansie
- Robert Plant
- Iron Maiden
- Rui Veloso
- Sloopy Joe

### 2001
Entre 13 de Julho e 15 de Julho de 2001 mais uma edição, desta vez a 6.ª, com a participação de:
- Clã
- Sérgio Godinho
- Beck
- Neil Young
- Ben Harper
- Fantômas
- Blind Zero
- Megadeth
- Xutos & Pontapés

### 2002
A 7.ª edição do festival teve início a 12 de Julho de 2002 e contou com a presença de:
- Cake
- Rammstein
- Manu Chao
- Mind da Gap
- Lamb
- Yellow W Van
- Primitive Reason
- Da Weasel
- Austin
- Cool Hipnoise
- UB40
- Bush

### 2003
A 8.ª edição do Festival de Vilar de Mouros aconteceu entre 18 de Julho e 20 de Julho de 2003 e contou com a participação de:
- Guano Apes
- Sepultura
- David Fonseca
- Blasted Mechanism
- Lenine
- Public Enemy
- Melvins
- Tomahawk
- Tricky
- Ruffus Wainwright
- Him

### 2004
Com início a 16 de Julho de 2004 a 9.ª edição do festival apresenta um cartaz com:
- Peter Gabriel
- Rão Kyao
- The Cure
- Clã
- Bob Dylan
- PJ Harvey
- Fingertips
- Macy Gray

### 2005
Neste ano a 10.ª edição do festival decorreu entre 28 de Julho e 31 de Julho, apresentado música para todos os gostos, destaca-se a presença no palco principal de:
- Nightwish
- Within Temptation
- Anathema
- Joss Stone
- Peter Murphy
- Faithless
- Joe Cocker
- Robert Plant
- Andy Barlow (Lamb)
- Porcupine Tree
- Kidnap

entre outros.

### 2006
- Festival dos 35 anos de Vilar de Mouros, a 11.ª grande edição teve lugar entre 21 de Julho e 23 de Julho pelo preço simbólico de 35 euros, contando com grandes nomes dos mais variados géneros musicais, destacando-se:
- Iggy Pop and the Stooges
- Mojave 3
- Deluxe
- The Vicious Five
- Tricky
- Taxi
- M.A.U.
- Sepultura
- Cradle of Filth
- Soulfly
- Durutti Column
- Xutos e Pontapés
- Moonspell

### 2014
Após oito anos de interregno, devido a discordância entre as partes envolvidas na organização, o Festival de Vilar de Mouros decorreu de 31 de julho a 2 de agosto.
O festival foi organizado pela Fundação AMA Autismo, pela Câmara de Caminha e a junta de freguesia de Vilar de Mouros. O festival foi exemplo de um projecto de economia social, uma vez que as receitas reverteram na íntegra para a construção de um edifício, em Viana do Castelo, de apoio a pessoas com autismo[carece de fontes?].
Entre os grupos participantes estiveram os Stranglers que regressaram a Vilar de Mouros depois de terem estado em 1982, os Guano Apes que actuaram em 2003 e os Blind Zero que estiveram no festival em 2001. O festival contou ainda com Capitão Fausto, José Cid, Trabalhadores do Comércio e Xutos e Pontapés.

### 2015
Em 2015 o festival não se realizou devido à falta de meios por parte da associação encarregada de organizar o evento (Fundação AMA Autismo).

### 2016
O Festival Vilar de Mouros regressou em 2016, entre os dias 25 de Agosto e 27 de Agosto, organizado pela Câmara Municipal de Caminha, Surprise & Expectation, e Junta de Freguesia de Vilar de Mouros. O contrato tripartido tem duração de seis edições. Este ano contou com o seguinte alinhamento:
- António Zambujo
- Peter Murphy
- Happy Mondays
- The Legendary TigerMan
- Peter Hook and The Light
- Manuel Fúria e os Náufragos
- Orchestral Manoeuvres in the Dark
- David Fonseca
- Echo & The Bunnymen
- Milky Chance
- Linda Martini
- NEEV
- Blasted Mechanism
- The Waterboys
- Tindersticks
- Bombino
- Tiago Bettencourt
- Samuel Úria

### 2017
Em 2017, nos dias 24, 25 e 26 de Agosto, o Festival Vilar de Mouros contou com o seguinte alinhamento:
- The Jesus and Mary Chain
- Primal Scream
- George Ezra
- The Psychedelic Furs
- The Boomtown Rats
- The Mission
- The Dandy Warhols
- Morcheeba
- The Young Gods
- 2ManyDJs
- Capitão Fausto
- Peter Bjorn and John
- Salvador Sobral
- The Veils
- Avec
- Golden Slumbers
- Zanibar Aliens

### 2018
Em 2018, o EDP Vilar de Mouros realizou-se a 23, 24 e 25 de Agosto, com o seguinte cartaz:
- Incubus
- Peter Murphy & David J Play Bauhaus
- James
- The Pretenders
- Editors
- dEUS
- Los Lobos
- The Human League
- John Cale
- PIL
- Crystal Fighters
- Kitty, Daisy & Lewis
- David Fonseca
- GNR
- Scarecrow Paulo
- Luis Severo
- Plastic People
- Cavaliers Of Fun

### 2019
Em 2019, agora com dois Palcos, o EDP Vilar de Mouros realizou-se a 22, 23 e 24 de Agosto, com o seguinte cartaz:
Palco EDP
- The Offspring
- Prophets Of Rage
- The Cult
- Manic Street Preachers
- Skunk Anansie
- Anna Calvi
- Gogol Bordello
- Nitzer Ebb
- Linda Martini

Palco MEO
- Therapy?
- The Sisters Of Mercy
- Fischer-Z
- The Wedding Present
- Gang Of Four
- The House Of Love
- Clan Of Xymox
- Tape Junk
- JAROJUPE